# 悬浊液

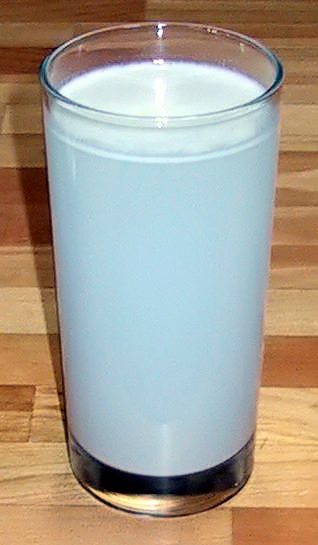
混合水的粉末悬浊液，显示丁达尔效应

悬浊液（英語：suspension）也称悬浮液、懸液或悬胶（suspensoid），在化学中指含有大到可以沉降的颗粒的非均相流体混合物，常见的包括血液、泥水、汤汁等。虽然“悬浊液”一词通常专指固体颗粒（溶胶）在液体中的混合，但广义上其实也包括固体或液体在气体中的非均相混合，因此飘浮着气溶胶（液体颗粒）和粉尘（固体颗粒）的空气在严格意义上也可以算是悬浊液的一种。
在药剂学中，则称混悬剂、懸液劑、懸浮劑，是指难溶性固体药物以微粒状态分散于分散介质中形成的非均匀的液体制剂。混悬剂中药物微粒一般在0.5~10微米，小者可至0.1微米，大者可达50微米或更大。混悬剂属于热力学不稳定的粗分散体系。所用分散介质大多数为水，也可用植物油。
混悬剂的贮存存在物理稳定性问题。混悬剂中药物微粒分散度大，微粒与分散介质之间存在着物理界面，是混悬微粒具有较高的表面自由能，混悬剂处于不稳定状态。疏水性药物的混悬剂比亲水性药物存在更大的稳定性问题。
若要制得沉降缓慢的混悬液，应减少颗粒的大小、增加分散剂的粘度及减少固液间的密度差。实验工作中主要应用前两种手段增加稳定性。增稠剂可用糖浆、天然胶类、以及合成的可溶性纤维素类。
加入表面活性剂可以降低界面自由能，使系统更加稳定，而且表面活性剂由可以作为润湿剂，可有效的解决疏水性药物在水中的聚集。颗粒的絮凝与其表面带电情况有关，若加入适量的絮凝剂（电解质）使颗粒ζ电位降至一定程度，微粒就发生絮凝，混悬剂相对稳定，絮凝沉淀物体积大，振摇後易再分散。加入反絮凝剂（电解质）可以增加已存在固体表面的电荷，使这些带电的颗粒相互排斥而不致絮凝。